# كليفورد إتش بوب
كليفورد إتش بوب (بالإنجليزية: Clifford H. Pope)‏ هو عالم زواحف أمريكي، ولد في 11 أبريل 1899 في واشنطن في الولايات المتحدة، وتوفي في 3 يونيو 1974 في إسكونديدو في الولايات المتحدة.